# Scottish Women’s Premier League Cup 2023/24
Der Scottish Women’s Premier League Cup wurde 2023/24 zum 21. Mal ausgespielt. Der schottische Fußball-Ligapokal der Frauen, der unter den Teilnehmern der Scottish Women’s Premier League ausgetragen wurde, begann am 3. September 2023 und endete mit dem Finale am 24. März 2024. Der Wettbewerb wurde offiziell als Sky Sports Scottish Women’s Premier League Cup ausgetragen. Der Ligapokal wurde im K.-o.-System mit 20 Mannschaften ausgetragen. Wurde in einem Duell nach 90 Minuten und Verlängerung kein Sieger ermittelt, so wurde ein Spiel im Elfmeterschießen entschieden.
Als Titelverteidiger starteten die Glasgow Rangers in den Wettbewerb, die im Vorjahresfinale gegen Hibernian Edinburgh gewannen. Im diesjährigen Endspiel um den Schottischen Liga-Pokal der Frauen standen erneut die Glasgow Rangers, die auf Partick Thistle trafen. Die Rangers erreichten das Endspiel zum zweiten Mal in der Vereinsgeschichte. Für Partick Thistle war es die erste Finalteilnahme. Die Rangers konnten durch einen 4:1-Finalsieg zum zweiten Mal den Pokal gewinnen.

## Termine
| Runde         | Datum                   | Spiele | Vereine | Neueinstiege |
| ------------- | ----------------------- | ------ | ------- | ------------ |
| 1. Runde      | 3. September 2023       | 4      | 8 → 4   | keine        |
| 2. Runde      | 1. Oktober 2023         | 8      | 16 → 8  | 12           |
| Viertelfinale | 10. – 12. November 2023 | 4      | 8 → 4   | keine        |
| Halbfinale    | 19. – 21. Januar 2024   | 2      | 4 → 2   | keine        |
| Finale        | 23. März 2024           | 1      | 2 → 1   | keine        |

## 1. Runde
Die 1. Runde wurde am 3. September 2023 ausgetragen.
| Datum                        |                        | Ergebnis  |                     |
| ---------------------------- | ---------------------- | --------- | ------------------- |
| 3. September 2023, 14:00 BST | FC St. Johnstone       | 3:2 n. V. | FC Livingston       |
| 3. September 2023, 15:00 BST | Gartcairn Women        | 3:4 n. V. | FC Kilmarnock       |
| 3. September 2023, 15:00 BST | University of Stirling | 0:3       | Boroughmuir Thistle |
| 3. September 2023, 16:00 BST | FC Queen’s Park        | 1:0 n. V. | Glasgow Women       |

## 2. Runde
Die 2. Runde wurde am 1. Oktober 2023 ausgetragen.
| Datum                      |                     | Ergebnis |                 |
| -------------------------- | ------------------- | -------- | --------------- |
| 1. Oktober 2023, 13:00 BST | Hibernian Edinburgh | 6:2      | FC Aberdeen     |
| 1. Oktober 2023, 14:00 BST | Boroughmuir Thistle | 4:3      | FC Queen’s Park |
| 1. Oktober 2023, 14:00 BST | FC Montrose         | 3:0      | FC Motherwell   |
| 1. Oktober 2023, 14:00 BST | FC St. Johnstone    | 1:11     | Glasgow City FC |
| 1. Oktober 2023, 15:00 BST | FC Kilmarnock       | 0:3      | Dundee United   |
| 1. Oktober 2023, 16:00 BST | Heart of Midlothian | 1:4      | Glasgow Rangers |
| 1. Oktober 2023, 17:00 BST | Hamilton Academical | 0:6      | Celtic Glasgow  |
| 1. Oktober 2023, 17:00 BST | Partick Thistle     | 2:0      | FC Spartans     |

## Viertelfinale
Das Viertelfinale wurde am 10. und 12. November 2023 ausgetragen.
| Datum                        |                     | Ergebnis |                     |
| ---------------------------- | ------------------- | -------- | ------------------- |
| 10. November 2023, 19:45 BST | Celtic Glasgow      | 3:0      | Glasgow City FC     |
| 12. November 2023, 14:00 BST | Partick Thistle     | 2:1      | FC Montrose         |
| 12. November 2023, 17:00 BST | Hibernian Edinburgh | 7:0      | Dundee United       |
| 12. November 2023, 17:00 BST | Glasgow Rangers     | 7:0      | Boroughmuir Thistle |

## Halbfinale
Das Halbfinale wurden am 19. und 21. Januar 2024 ausgetragen.
| Datum                      |                 | Ergebnis |                     |
| -------------------------- | --------------- | -------- | ------------------- |
| 19. Januar 2024, 20:35 GMT | Celtic Glasgow  | 2:3      | Glasgow Rangers     |
| 21. Januar 2024, 17:10 GMT | Partick Thistle | 2:0      | Hibernian Edinburgh |

## Finale
| Glasgow Rangers                                           | Glasgow Rangers | Partick Thistle | Partick Thistle |
| --------------------------------------------------------- | --- | --- | --------------- |
| Glasgow Rangers                                           | \| 24. März 2024 um 14:30 Uhr in Edinburgh (Tynecastle Park) \| \| Ergebnis: 4:1 (3:1) \| \| Zuschauer: 4.786 \| \| Schiedsrichter: Duncan Nicolson \| \| Spielbericht \| | \| 24. März 2024 um 14:30 Uhr in Edinburgh (Tynecastle Park) \| \| Ergebnis: 4:1 (3:1) \| \| Zuschauer: 4.786 \| \| Schiedsrichter: Duncan Nicolson \| \| Spielbericht \| | Partick Thistle |
| Glasgow Rangers                                           | Victoria Esson – Nicola Docherty, Tessel Middag, Kathryn Hill (78. Eilidh Austin), – Mia McAulay (61. Lizzie Arnot), Olivia McLoughlin, Chelsea Cornet (78. Libby Bance), Brogan Hay – Rio Hardy (61. Kirsty Howat), Rachel Rowe, Jane Ross (61. Sarah Ewens) Cheftrainerin: Josanne Potter ( England) | Ava Easdon – Clare Docherty, Rosie Slater, Demi-Lee Falconer, Emma Lawton – Lucy Sinclair (60. Clare Adams), Amy Bulloch (60. Rebecca McAllister), Rachel Donaldson (82. Rachel Wright), Linzi Taylor, Cara Henderson (71. Rosie McQuillan), – Imogen Longcake (60. Kodi Hay) Cheftrainer: Brian Graham | Partick Thistle |
| Glasgow Rangers                                           | 1:0 Mia McAulay (13.) 2:1 Rachel Rowe (35.) 3:1 Rio Hardy (45.+2') 4:1 Olivia McLoughlin (53.) | 1:1 Rachel Donaldson (18.) | Partick Thistle |
| Glasgow Rangers                                           | Amy Bulloch (45.) | | Partick Thistle |
| 24. März 2024 um 14:30 Uhr in Edinburgh (Tynecastle Park) | | |                 |
| Ergebnis: 4:1 (3:1)                                       | | |                 |
| Zuschauer: 4.786                                          | | |                 |
| Schiedsrichter: Duncan Nicolson                           | | |                 |
| Spielbericht                                              | | |                 |